# デイトナ・トーテュガス
デイトナ・トーテュガス（Daytona Tortugas ）は、アメリカ合衆国フロリダ州デイトナビーチに本拠地をおくマイナーリーグの野球チームである。フロリダ・ステート・リーグでプレイするこのチームはメジャーリーグのシンシナティ・レッズ傘下A級チームである。このチームは1946年にオープンしたジャッキー・ロビンソン・スタジアムを本拠地球場としている。
2014年まではシカゴ・カブス傘下で、デイトナ・カブス（Daytona Cubs ）と名乗っていた。2015年シーズンからは、レッズ傘下のA級チームとなり、デイトナ・トーテュガス（Daytona Tortugas ）にチーム名を変更することになっている。